# الرحلان الكهربائي المناعي

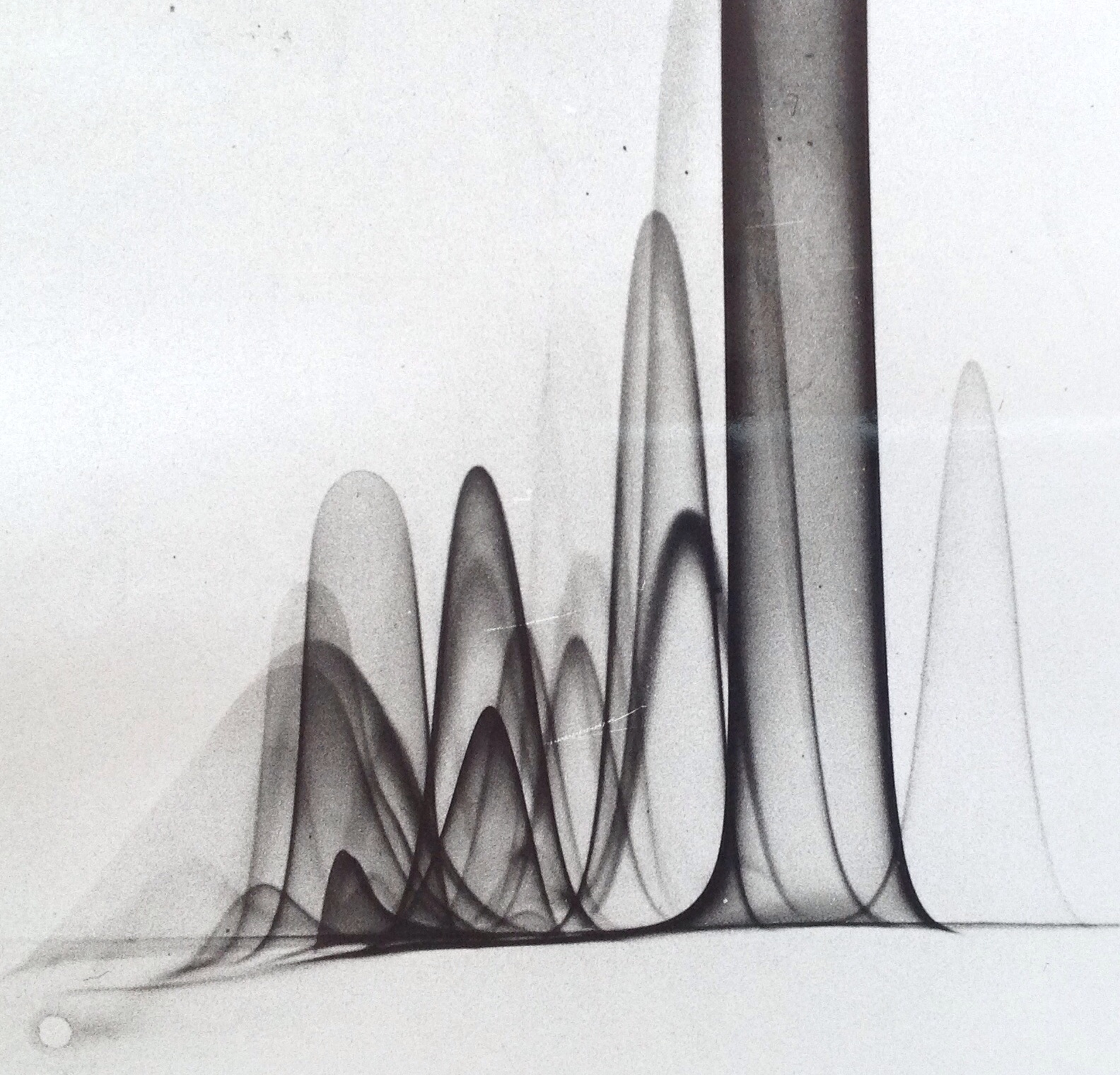
الرحلان الكهربائي المناعي المتقاطع لـ 2 ميكرو لتر من مصل الإنسان الطبيعي. تم إجراء الرحلان الكهربائي في طبقات رقيقة من الاغاروز ، يبلغ حجم الجل المصور حوالي 7x7 سم. الجزء السفلي هو أول جيل بعد بدون أجسام مضادة ، حيث تم وضع المصل في الفتحة الموجودة في أسفل اليسار. الجزء العلوي هو البعد الثاني هلام مع الأجسام المضادة داكو ضد بروتينات المصل البشري. يمكن تسمية أكثر من 50 بروتين مصل رئيسي.

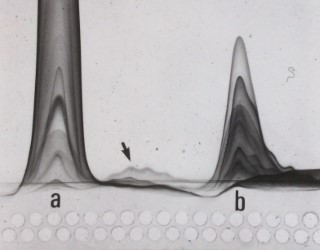
الكهربائي المناعي الصاروخي المنصهر لفصل كروماتوجرافي تقارب لبروتينات المصل البشري على أ. يتم تطبيق عينة من 15 ميكرولتر من كل جزء (بدءًا من اليسار) وتركها تنتشر حوالي ساعة واحدة ، ثم تم إجراء الكهربائي خلال الليل. الذروة "أ" غير محتفظ بها ، يتم الاحتفاظ بالقمة "ب" وتشتت باستخدام ميثيل مانوز ، يشير السهم إلى بعض البروتينات المحتجزة قليلاً.

الرحلان الكهربائي المناعي هو اسم عام لعدد من الطرق البيوكيميائية لفصل البروتينات وتوصيفها بناءً على الرحلان الكهربائي والتفاعل مع الأجسام المضادة. تتطلب جميع أنواع الرحلان الكهربائي المناعي جلوبولينات مناعية ، تُعرف أيضًا باسم الأجسام المضادة ، تتفاعل مع البروتينات المراد فصلها أو تمييزها. تم تطوير الأساليب واستخدامها على نطاق واسع خلال النصف الثاني من القرن العشرين. بترتيب زمني إلى حد ما: التحليل الكهربائي المناعي (الرحلان الكهربائي المناعي أحادي البعد إلى نموذج Grabar) ، الرحلان الكهربائي المناعي المتقاطع (الرحلان الكهربائي المناعي الكمي ثنائي الأبعاد ، نموذج كلارك وفريمان أو نموذج لوريل) ، الرحلان الكهربائي المناعي الصاروخي (النموذج الكهربائي المناعي أحادي البعد) الانصهار الكهربائي المناعي الصاروخي وطريقة Svendsen و Harboe ، التقارب الكهربائي المناعي إلى نموذج Bøg-Hansen.

## طريقة
يُفضل عادة  أغاروزAgarose) 1٪) على شكل ألواح هلامية بسماكة 1 مم تقريبًا عند درجة حموضة عالية (حوالي 8.6) في الرحلان الكهربائي بالإضافة إلى التفاعل مع الأجسام المضادة. تم اختيار الاغاروز كمصفوفة هلامية لأنها تحتوي على مسام كبيرة تسمح بالمرور الحر وفصل البروتينات ، ولكنها توفر للترسب  المناعي للبروتين والأجسام المضادة المحددة. تم اختيار درجة الحموضة العالية لأن الأجسام المضادة تكون عمليا غير متحركة عند درجة حموضة عالية. عادة ما يوصى باستخدام معدات الرحلان الكهربائي المزودة بلوحة تبريد أفقية للرحلان الكهربائي.
يمكن رؤية الراسبات المناعية في هلام الاغاروز الرطب ، ولكنها ملطخة ببقع البروتين مثل Coomassie Brilliant Blue في الجل المجفف. على عكس الرحلان الكهربائي الهلامي (SDS-gel) ، يسمح الرحلان الكهربائي في الأغاروز بالظروف الأصلية، مع الحفاظ على البنية الأصلية وأنشطة البروتينات التي هي تحت قيد الدراسة ، وبالتالي يسمح الرحلان المناعي بتوصيف أنشطة الإنزيم وربط الترابط وما إلى ذلك بالإضافة إلى الفصل الكهربائي.
التحليل الكهربائي المناعي هو الطريقة التقليدية للرحلان المناعي. يتم فصل البروتينات عن طريق الرحلان الكهربائي ، ثم يتم وضع الأجسام المضادة في حوض بجوار البروتينات المنفصلة وتتشكل الراسبات المناعية بعد فترة من انتشار البروتينات والأجسام المضادة المفصولة ضد بعضها البعض. أعطى إدخال التحليل الكهربائي المناعي دفعة كبيرة لكيمياء البروتين ، وكانت بعض النتائج الأولى هي تحليل البروتينات في السوائل البيولوجية والمستخلصات البيولوجية. من بين الملاحظات المهمة التي تم إجراؤها كان العدد الكبير من البروتينات المختلفة في المصل ، ووجود العديد من فئات الغلوبولين المناعي وعدم تجانسها الكهربائي.

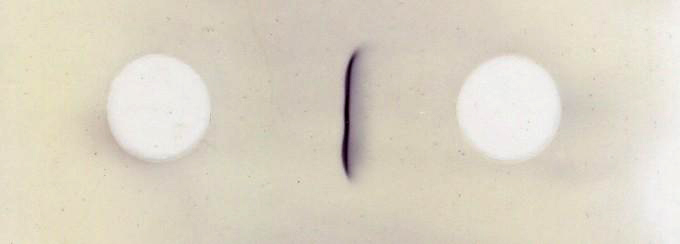
نازعة هيدروجين الغلوتامات المتصورة (pGluDH) مفصولة عن طريق الرحلان الكهربائي المناعي (counterimmunoelectrophoresis)

يُطلق على الرحلان الكهربائي المناعي المتقاطع (crossed immunoelectrophoresis) أيضًا اسم الرحلان الكهربائي المناعي الكمي ثنائي الأبعاد (طرق كلارك وفريمان أو مودوم لوريل). في هذه الطريقة يتم فصل البروتينات أولاً خلال البعد الأول الكهربائي ، ثم بدلاً من الانتشار نحو الأجسام المضادة ، يتم فصل البروتينات كهربائياً إلى مادة هلامية تحتوي على جسم مضاد في البعد الثاني. سيحدث الترسيب المناعي خلال البعد الثاني للكهرباء ويكون للرواسب المناعية شكل جرس مميز ، يمثل كل راسب مستضدًا واحدًا ، ويعتمد موضع الراسب على كمية البروتين بالإضافة إلى كمية الجسم المضاد المحدد في الجل ، لذلك يمكن إجراء القياس الكمي النسبي. حساسية وقوة حلّ الرحلان المناعي المتقاطع هي من تلك الخاصة بالتحليل الكهربائي المناعي الكلاسيكي وهناك اختلافات متعددة لهذه التقنية مفيدة لأغراض مختلفة. تم استخدام الرحلان المناعي المتقاطع لدراسات البروتينات في السوائل البيولوجية ، وخاصة المصل البشري ، والمستخلصات البيولوجية.
الرحلان الكهربائي المناعي الصاروخي (rocket immunoelectrophoresis) هو الرحلان الكهربائي المناعي الكمي أحادي البعد. تم استخدام الطريقة لتقدير بروتينات المصل البشري قبل أن تصبح الطرق الآلية متاحة.
الرحلان الكهربائي المناعي الصاروخي المنصهر (fused rocket immunoelectrophoresis) هو تعديل للتيار الكهربائي المناعي الكمي أحادي البعد المستخدم للقياس التفصيلي للبروتينات في الكسور من تجارب فصل البروتين.
يعتمد الرحلان الكهربائي المناعي التقاربي (affinity immunoelectrophoresis) على التغيرات في نمط الرحلان الكهربائي للبروتينات من خلال تفاعل معين أو تكوين معقد مع الجزيئات الكبيرة أو الروابط الأخرى. تم استخدام الرحلان الكهربائي المناعي لتقدير الثوابت الملزمة ، على سبيل المثال لكتين أو لتوصيف البروتينات ذات الخصائص المحددة مثل محتوى الجليكان أو الارتباط بالرابط. بعض المتغيرات من الرحلان الكهربائي المناعي تشبه التقارب اللوني باستخدام الروابط الثابتة.
سيسمح الهيكل المفتوح للراسب المناعي في هلام الأغاروز بربط إضافي للأجسام المضادة ذات العلامات الإشعاعية للكشف عن بروتينات معينة. تم استخدام هذا الاختلاف لتحديد مسببات الحساسية من خلال التفاعل مع IgE.
هناك عاملان يحددان أن الطرق الكهربائية المناعية لا تستخدم على نطاق واسع. أولاً ، هم بالأحرى عمل مكثف ويتطلبون بعض الخبرة اليدوية. ثانيًا ، تتطلب كميات كبيرة من الأجسام المضادة متعددة النسيلة. يعتبر الفصل الكهربائي للهلام متبوعًا بالتشرب الكهربائي هو الطريقة المفضلة لتوصيف البروتين نظرًا لسهولة تشغيله وحساسيته العالية ومتطلباته المنخفضة لأجسام مضادة معينة. بالإضافة إلى ذلك ، يتم فصل البروتينات عن طريق الرحلان الكهربائي للهلام على أساس وزنها الجزيئي الظاهري ، والذي لا يتم تحقيقه عن طريق الرحلان الكهربائي المناعي ، ولكن مع ذلك ، لا تزال الطرق الكهربائية المناعية مفيدة عند الحاجة إلى ظروف غير مختزلة.
1. ↑  "معلومات عن الرحلان الكهربائي المناعي على موقع meshb.nlm.nih.gov". meshb.nlm.nih.gov. مؤرشف من الأصل في 2021-05-07.
2. ↑  "معلومات عن الرحلان الكهربائي المناعي على موقع babelnet.org". babelnet.org.[وصلة مكسورة]

## روابط خارجية
- نص شامل تم تحريره بواسطة Niels H. Axelsen في المجلة الاسكندنافية لعلم المناعة ، ملحق المجلد 4 لعام 1975
- Immunoelectrophoresis في المكتبة الوطنية الأمريكية للطب نظام فهرسة المواضيع الطبية (MeSH).

- https://web.archive.org/web/20070612225626/http://www.lib.mcg.edu/edu/esimmuno/ch4/immelec.htm
- الرحلان المناعي الكهربائي. الإنتشار المناعي